# Arteni
Arteni (en armenio: Արտենի, antiguamente conocida como Bogutlu) es una comunidad rural de Armenia ubicada en la provincia de Aragatsotn.
En 2009 tenía 3512 habitantes.
Cuenta con una fábrica de vinos y una estación de ferrocarril.
Se ubica en el suroeste de la provincia, sobre la carretera H17 en el límite con la vecina provincia de Armavir. Al noreste de Arteni sale una carretera que lleva a Talin, situada a 10 km de distancia.

## Demografía
Evolución demográfica:
| Año        | 1926 | 1939 | 1959 | 1970 | 1979 | 2001 | 2004 |
| Habitantes | 59   | 49   | 1325 | 2932 | 3180 | 3386 | 3484 |